# Zivildienstausweis

Deutscher Zivildienstausweis

Der Zivildienstausweis war in Deutschland ein Dokument, welches den Zivildienstleistenden als Dienstausweis und Legitimationsmerkmal diente. Er stellt somit das Gegenstück zum Truppenausweis des Grundwehrdienstleistenden dar. In Österreich, wo weiterhin die Wehrpflicht gilt, wird dieser Ausweis Dienstabzeichen genannt, da es früher als Metallplakette ausgegeben wurde. Aktuell wird ein Ausweis im Scheckkartenformat ausgegeben.

## Deutschland
In Deutschland galt der Zivildienstausweis nur in Verbindung mit dem gültigen Personalausweis/Reisepass des Zivildienstleistenden. Für gewöhnlich wurde dem Dienstleistenden der Ausweis am Tag des Dienstantrittes ausgehändigt.

### Inhalt

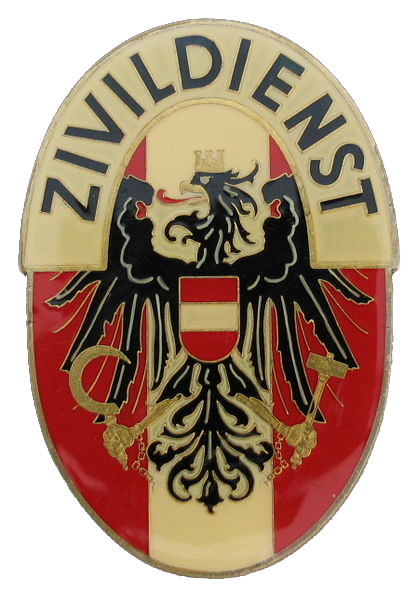
Österreichisches Dienstabzeichen von 1982 aus Metall

In ihm war die Dienststelle (Krankenhaus o. ä.) vermerkt, der der Zivildienstleistende zugeordnet war, sowie die Adresse des Zivildienstleistenden. Zeitweise wurden außerdem, wenn der Dienstleistende Anspruch auf Familienheimfahrten hatte, die der Dienststelle und dem Wohnort des Zivildienstleistenden nächstgelegenen Bahnhöfe vermerkt.

### Zweck
Der Zivildienstausweis diente für die sogenannten Familienheimfahrten als Fahrausweis in Zügen der Deutschen Bahn. Ebenso erhielt man mit ihm eine Vergünstigung von 25 % auf bestimmte andere Fahrausweise. Ferner wurden dem Zivildienstleistenden gegebenenfalls Ermäßigungen bei der Benutzung öffentlicher Einrichtungen oder mancher Dienstleistungen ermöglicht.

## Österreich
Die Zivildienstkarte wird von der Zivildienstserviceagentur direkt an die Einrichtung gesendet. Nach dem Dienstantritt wird das Dienstabzeichen von der Einrichtung ausgehändigt. Der Zivildienstausweis ist gemäß § 72 ZDG gebührenfrei.

### Inhalt
Vermerkt werden Vor- und Nachname und Geburtsdatum des Zivildienstleistenden sowie Ende der Gültigkeitsdauer.

### Besonderheit:KlimaTicket Ö Zivildienst
Seit April 2022 wird an Zivildienstleistende das KlimaTicket kostenlos für dienstliche und private Fahrten ausgegeben. Die Gültigkeit ist an die Dauer des Zivildienstes gekoppelt. Bis März 2022 konnten Zivildiener die Österreichcard – Zivildienst der ÖBB kostenlos angefordern. Das benötigte Antragsformular wurde gemeinsam mit dem Feststellungbescheid dem Zivildienstpflichtigen per Einschreiben zugesandt. Mit dieser Österreichcard – Zivildienst war der Zivildienstleistende berechtigt für die Dauer seines Zivildienstes beliebige Fahrten in der 2. Klasse auf den Strecken der ÖBB kostenlos zu tätigen. Nach Ende des Zivildienstes konnte die Österreichcard – Zivildienst bis Gültigkeitsende weiter als 'ÖBB Vorteilscard Classic' genutzt werden.